# Argentinas fodboldforbund
Asociación del Fútbol Argentino, (AFA), er det argentinske fodboldforbund, der hører hjemme i Buenos Aires. Forbundet blev dannet i 1893 i Buenos Aires. Det tilmeldte sig det internationale fodboldforbund FIFA i 1912 og det sydamerikanske fodboldforbund CONMEBOL i 1916. Forbundet har ansvaret for den argentinske fodboldliga og Argentinas fodboldlandshold. Det arrangerer også amatørligaer og Futsal.